# Cecil Kimber
Cecil Kimber (* 12. April 1888 in Dulwich; † 4. Februar 1945 in London) war Mitbegründer und langjähriger Geschäftsführer des englischen Sportwagenherstellers MG (MG Car Company, vormals "Morris Garages").

## Leben
Die persönliche Geschichte von Kimber ist eng mit der von ihm mitbegründeten Automobilfirma MG verknüpft. Kimber trat nach motorsportbegeisterter Jugend und ersten Gehversuchen als Betriebswirt und Automobildesigner 1921 in die Dienste von William Morris (späterer Lord Nuffield, dieser kontrollierte über die British Motor Corporation in den 1950er und 1960er Jahren einen Großteil der englischen Automobilproduktion) ein und wurde Geschäftsführer der Verkaufsniederlassung der Morris-Werke in Oxford ("Morris Garages").
Mit seiner Begeisterung für Motorsport und seinem organisatorischen und gestalterischem Talent entwarf er auf der technischen Grundlage von Morris-Fahrzeugen sportliche Varianten, welche schnell Freunde fanden. Die Nennung der Fahrzeuge der "Morris Garages" bei den damals sehr beliebten Hillclimb und Trial-Wettbewerben bescherte dem kleinen Unternehmen schnell landesweite Popularität, zumal der Konstrukteur Kimber gerne selber und auch mit Erfolg am Steuer saß. Durch den günstigen Preis wurden MG-Fahrzeuge schnell zum Sportwagen des kleinen Mannes und verkauften sich in relativ großen Stückzahlen.
Das MG-Werk expandierte rasant, und unter Kimbers Leitung wurde 1929 die neue Fabrik in Abingdon bezogen, in welcher die MG Car Company bis 1981 produzierte.
Sein stetes Eintreten für motorsportliche Aktivitäten und sein striktes Beharren auf technologisch hochwertigen Fahrzeugen ließen Kimber wegen der damit verbundenen hohen Kosten in den späten 1930er Jahren bei seinen Vorgesetzten in Ungnade fallen. Kimber fiel es immer schwerer, seinen technischen Anspruch durchzusetzen. So produzierte MG im letzten kompletten Produktionsjahr vor dem Krieg schließlich mehr Limousinen als Sportwagen. Mit Beginn des Zweiten Weltkrieges wurde dann auch das MG-Werk auf Kriegsproduktion umgestellt. Kimbers Aufgabe war nun hauptsächlich das Beschaffen von Rüstungsaufträgen, um seinem Unternehmen die von ihm gewünschte Unabhängigkeit zu bewahren – Ziel war es für ihn, nach dem Kriege die Sportwagenproduktion wieder aufnehmen zu können.
Aufgrund von Unstimmigkeiten mit dem Nuffield-Management verließ Kimber 1941 MG und koordinierte danach bei Charlesworths, einem ehemaligen Bushersteller, die Kriegsproduktion. Später wurde er Werksdirektor bei Specialloid Pistons.
Kimber erlebte die Nachkriegszeit von MG nicht mehr; er starb am 4. Februar 1945 während einer Dienstreise in London bei einem Eisenbahnunglück.